# Southworth with Croft
Southworth with Croft var en civil parish fram till 1933 då den blev en del av Croft och Winwick, i grevskapet Lancashire (nu Cheshire), i England. Civil parish var belägen 6 km från Warrington och hade 940 invånare år 1931.